# Соединённые Штаты против Билли Холидей
«Соединённые Штаты против Билли Холлидей» (англ. The United States vs. Billie Holiday) — американский художественный фильм 2021 года режиссёра Ли Дэниелса, рассказывающий о певице Билли Холлидей. Главные роли в нём сыграли Андра Дей, Тревант Роудс, Наташа Лионн. Картина получила противоречивые отзывы: критике подверглись сценарий и режиссура, высоко была оценена игра Андры Дей. Дей была номинирована на премию «Оскар» за лучшую женскую роль и получила премию «Золотой глобус» за лучшую женскую роль в кинодраме. Фильм также был номинирован на «Золотой глобус» за лучшую оригинальную песню.

## Сюжет
Действие фильма происходит в 1940-х — 1950-х годах. В центре сюжета противостояние главы Федерального управления по борьбе с наркотиками Гарри Анслунда и джазовой певицы Билли Холлидей. Считая всех исполнителей джаза наркоманами, Анслунд годами срывал концерты Холлидей, устраивал провокации и пытался полностью запретить ей концертную деятельность. Авторы фильма объясняют это расовой ненавистью.

## В ролях
- Андра Дей — Билли Холидей
- Тревант Роудс — Джимми Флетчер
- Наташа Лионн — Таллула Бэнкхед
- Гаррет Хедлунд — Гарри Джейкоб Анслингер
- Роб Морган — Луис МакКей
- Давайн Джой Рэндольф — Розлин
- Эван Росс — Сэм Уильямс
- Тайлер Джеймс Уильямс — Лестер Янг

## Релиз и оценки
Фильм вышел в прокат 26 февраля 2021 года (изначально это должно было произойти 12 февраля). Он получил противоречивые отзывы: критике подверглись сценарий и режиссура, высоко была оценена игра Андры Дей.
На сайте-агрегаторе отзывов Rotten Tomatoes картина получила рейтинг 55 % при средней оценке 5,4 из 10. На Metacritic её оценка составила 52 балла из 100, что указывает на «смешанные или средние отзывы». Дэвид Руни из The Hollywood Reporter написал, что «Андра Дей завораживает несмотря на то, что громоздкая биографическая драма Ли Дэниелса поражает стилистической непоследовательностью и повествовательной дисфункцией, довольствуясь эпизодической остротой в отсутствие прочной связующей нити». Оуэн Глейберман в рецензии для Variety тоже похвалил игру Дей, отметив: «В этом растянутом, но порой эмоционально своенравном биографическом фильме… Дей наделяет Билли жемчужным великолепием голоса, который со временем становится хриплым и жёстким, и мы видим, что внутри Билли происходит то же самое».
Пит Хэммонд (Deadline Hollywood) в своей рецензии констатировал: «Невозможно описать словами, чего добивается Дей в этой роли… Она проникает в суть Холидей, создавая грубый и честный портрет художника, находящегося под давлением обстоятельств, но твердо верящего в то, что она может использовать свое искусство и талант, чтобы сделать мир более справедливым». Питер Брэдшоу из The Guardian оценил фильм на две звезды из пяти из-за проблем с режиссурой и развитием сюжета. Рецензент DiscussingFilm назвал игру Дей единственным достоинством картины.
Некоторые джазовые критики и музыканты негативно отнеслись к фильму, так как увидели в нём искажение реальных событий. В статье для JazzTimes историк и музыкант Льюис Портер заявил: «Если вы поверили этому фильму — а, насколько я могу судить, поверили почти все, даже многие критики, которые справедливо оценили его, — вы стали жертвой одного из худших примеров переписывания истории в анналах Голливуда». Критик Нейт Чинен и музыкант Грег Брайант рассказали в своём подкасте Jazz United на WBGO, что картина разочаровала джазовое сообщество своей недостоверностью, «эксплуататорским характером», попытками продвижения определённых стереотипов.

## Награды и номинации
| Премия           | Категория                                            | Номинант                                    | Результат |
| ---------------- | ---------------------------------------------------- | ------------------------------------------- | --------- |
| «Оскар»          | Лучшая женская роль                                  | Андра Дей                                   | Номинация |
| «Грэмми»         | Лучший компиляционный саундтрек для визуальных медиа | Андра Дей                                   | Победа    |
| «Золотой глобус» | Лучшая женская роль — драма                          | Андра Дей                                   | Победа    |
| «Золотой глобус» | Лучшая песня                                         | Рафаэл Садик, Андра Дей («Tigress & Tweed») | Номинация |
| «Выбор критиков» | Лучшая женская роль                                  | Андра Дей                                   | Номинация |
| «Выбор критиков» | Лучшая песня                                         | Рафаэл Садик, Андра Дей («Tigress & Tweed») | Номинация |
| «Выбор критиков» | Лучший грим и причёски                               | «Соединённые Штаты против Билли Холидей»    | Номинация |